# Antonio Lafuente
Antonio Lafuente García (1953, Granada) é um pesquisador do Centro de Ciências Humanas e Sociais do Conselho Superior de Investigações Científicas da Espanha na área de estudos da ciência. Tem trabalhos nas temáticas da expansão colonial da ciência e na relação da ciência com seus públicos e com conhecimento profano. Mais recentemente pesquisa a relação entre tecnologia e bens comuns, bem como os nexos entre novos e velhos patrimônios. O interesse pelos bens comuns conduziu-lhe ao estudo dos problemas que propõe a expansão dos direitos de propriedade intelectual em ciência, como também à análise das relações entre os conceitos de governança, conhecimento aberto, participação, democracia técnica, big science e cultura científica.
Dirige desde sua fundação no ano 2007 o Commons Labs no MediaLab-Prado de Madri, onde compartilha suas contribuições teóricas no estudo sobre os commons, dentre as quais se destaca a formalização da teoria de seus quatro meios consistentesː o corpo, a natureza, a cidade e o meio digital. Como exemplos dos commons nos vários meios podem ser citados: no corpo, o DNA; na natureza, o ar limpo, o espaço exterior, os lugares de pesca, os bosques e o mar; na cidade, o sistema de esgoto, as atividades nascidas na vida urbana tais como dançar valsa, jogar ao futebol ou pintar grafiti; no digital, a família de protocolos de internet, o software livre, a Wikipédia e o OpenStreetMap. Lafuente define o commons como "o que é de todos e de ninguém ao mesmo tempo. No castelhano antigo mais que descrever uma coisa, dá conta de uma atividade que se faz em proveito de todos. O procomún, os commons, em todo o caso, não é definível, porque evoca a existência de bens muito heterogêneos que vão desde os velhos pastos comunais aos novos mundos da biodiversidade, o folclore ou a gastronomia".
Sua posição intelectual defende a abertura do conhecimento e a democratização do mesmo, não o  permitindo ficar dentro de um reduto reservado aos especialistas. Esta abertura exige um replanejamento ou reinvenção da política implantando soluções que impeçam ou dificultem a privatização de questões tais como "a função fotosintética, o ciclo dos nutrientes ou a polinização das plantas, as sementes, os fundos oceânicos e os aquíferos", devendo ser responsabilidade de todos a transmissão a gerações futuras dos dons da natureza e da cultura, bem como a reafirmação de um compromisso com a defesa do bem comum e dos novos patrimônios.
Para Lafuente, as criações tecnocientíficas supõem uma assemblage de humanos e robôs. Parte da confiança dos processos da interação social está se deslocando de forma crescente para máquinas e sistemas que utilizam procedimentos codificados e automatizados. Como exemplo, Lafuente cita a Wikipédia, onde as edições realizadas por bots representam uma alta percentagem do número de edições totais.

## Livros
- Lafuente, Antonio; Alonso, Andoni y Rodríguez, Joaquín. (2013). ¡Todos sabios! Ciencia ciudadana y conocimiento expandido. Cátedra. Madrid, 198 pp.
- Lafuente, Antonio et alii. (2012). Las dos orillas de la ciencia. La traza pública e imperial de la Ilustración española. Marcial Pons. Madrid, 352 pp.
- Lafuente, Antonio y Alonso, Andoni. (2011). Ciencia expandida, naturaleza común y saber profano. Universidad Nacional de Quilmes, Argentina, 240 pp.
- Lafuente, Antonio. (2007). El Carnaval de la Tecnociencia, Gadir, 365 pp.
- Lafuente, Antonio, Cardoso, Ana y Saraiva, Tiago. (2007). Maquinismo ibérico, Doce Calles, 478 pp.
- Sánchez Ron, J. M. y Lafuente, A. (2007). El laboratorio de España. La Junta para Ampliación de Estudios e Investigaciones Científicas, 1907-1939, Residencia de Estudiantes, 631 pp.
- Sánchez Ron, J. M., Lafuente, A., Romero de Pablos y Sánchez de Andrés, L. (eds.) (2007). La Junta para Ampliación de Estudios e Investigaciones Científicas: El laboratorio de España, Sociedad Estatal de Conmemoraciones Culturales, 631 pp.
- Lafuente, A., Valverde, N y Pimentel, J. (eds.) (2004). El telescopio de reflexión. Newton entre luces y cristales. - CSIC, Madrid, 107 pp.
- Lafuente, A. y Valverde, N. (2003). Los mundos de la ciencia en la Ilustración española, FECYT, 249 pp.